# GrimE
GrimE, per a Grim Edit, és un motor de videojoc desenvolupat per LucasArts. És un descendent de SCUMM i és destinat als jocs d'aventura gràfica en 3D. Ha servit sobretot per a Grim Fandango i Escape from Monkey Island. Utilitza el llenguatge script de codi obert Lua.
És previst per jugar sense servir-se de ratolí.
Residual, un projecte a prop de la màquina virtual ScummVM, està dissenyat per proporcionar una implementació lliure del motor GrimE mitjançant enginyeria inversa.